# Houstonia palmeri
Houstonia palmeri är en måreväxtart som beskrevs av Asa Gray. Houstonia palmeri ingår i släktet Houstonia och familjen måreväxter.

## Underarter
Arten delas in i följande underarter:
- H. p. muzquizana
- H. p. palmeri